# アルバータ州の地方行政区
アルバータ州の地方行政区の一覧。
カナダのアルバータ州には、10種類の地方自治体（市町村やサマービレッジなど）が存在する。またカナダ統計局はそれぞれの地方自治体を国勢調査小区分（Census Subdivision）として使っており、それを地理的に19の地区にまとめたものを国勢調査区分（Census Division）としている。国勢調査区分には、2つの国勢調査都市圏（census metropolitan area、CMA）と12の国勢調査地区群（census agglomerations、CA）という区分けもある。CMAは大都市とその周辺地区をまとめたものであり、CAは都市とその周辺の国勢調査小区分をまとめたものである。

## 地方自治体

### 集住型の自治体
Municipal Government Act (MGA)に規定される自治体のうち、集住型の基礎自治体はcity, town, village, summer villageの4種類である。新たに編制する際の要件として、建物の大多数が1,850m²未満の区画に建てられていることが挙げられている。
city（市）
人口1万人以上を要件とし、市に相当する。2012年の時点で17存在する。
town（町）
人口1,000人以上を要件とし、町に相当する。2012年の時点で108存在する。
village（村）
人口300人以上を要件とし、村に相当する。2012年の時点で93存在する。
summer village（サマービレッジ）
歴史的に夏季別荘地に編制されたもので、その要件は、住居のある区画が60区画以上あり、人口300人未満でかつ有権者の大多数が定住していないこととされていた。1995年の法改正以降新たに編制されることはないが、2012年の時点で引き続き51が存在する。普通は秋に開かれる定例議会が夏に開かれることと、非定住者に投票権が与えられることを除けば、villageとほぼ同じである。

### 広域型の自治体
MGAには広域におよぶ基礎自治体としてmunicipal districtが定められている。新たに編制する際の要件として、住居の大多数が1,850m²以上の区画に建てられており、人口1,000人以上と定められている。歴史的には基礎自治体を包括する広域自治体county（通例では郡と訳す）に由来しており、実際に2012年現在で64存在するmunicipal district（便宜上これも郡と訳す）のうち、46が正式名称としてcountyを名乗っている。municipal districtと称して編制され、あとからcountyに改称した例も数多くある。municipal districtは集住型の自治体と対等の関係にあるが、内部にhamlet（ハムレット（村落））を設けることができる。

### 特別自治体
MGAやその他の法令が定める既存の自治体が地域の特性に合わない場合には、集住型の自治体と広域型の自治体の特性を併せ持ったspecialized municipality（特区）を編制することができる。2012年現在で5つ存在しており、名称はcounty, municipality, regional municipalityと統一されていない。

### 地方自治体に相当するもの
improvement district（開発推進地区）
人口が希薄で自治体が存在せず、州政府が直轄する地域である。MGAの規定により自治体議会に相当する評議会が置かれる。2012年現在で8つ存在しており、いずれもほぼ国立公園や州立公園に相当する領域からなる。
special area（特別地区）
1930年代の旱魃に対応するために制定されたSpecial Area Actが適用される地域で、形式上3つのspecial areaが存在するが、互いに隣接しており州政府の監督のもと一体的に運営されている。
Métis settlement（メティ居住地）
Métis Population Betterment Actが適用される地域。2012年現在で現在8つが存在する。
Indian reserve（インディアン居留地）
英領北アメリカ法により、連邦議会と連邦政府の管轄下にあり、先住民政府による自治が行われている。

## 地方自治体でない地域区分
地方自治体として編制されていないが、独自の領域と名称を持ったコミュニティが存在する。

### ハムレット
ハムレット（hamlet、村落）は5棟以上の住居があり、その大多数が1,850m²以下の区画に建てられている地区。人口が300人を超えると村への変更申請が出来るが、義務ではない。現在では村からハムレットに変更する地区が多い。2012年現在で389存在する。

### 都市サービス地区
都市サービス地区（urban service area）はハムレット（hamlet）のうち、市と同等とみなされるもの。ウッドバッファローに含むフォートマクマレー地区がその一例。2012年現在2地区が存在する。

### タウンサイト
タウンサイト（townsite）はインディアン居留地内の独立した集落でtownに匹敵する地区をタウンサイトとしている。2012年現在アルバータ州では、ツウティナ居住地にあるレッドウッド・メドウズが唯一のタウンサイトである。

## 国勢調査区分

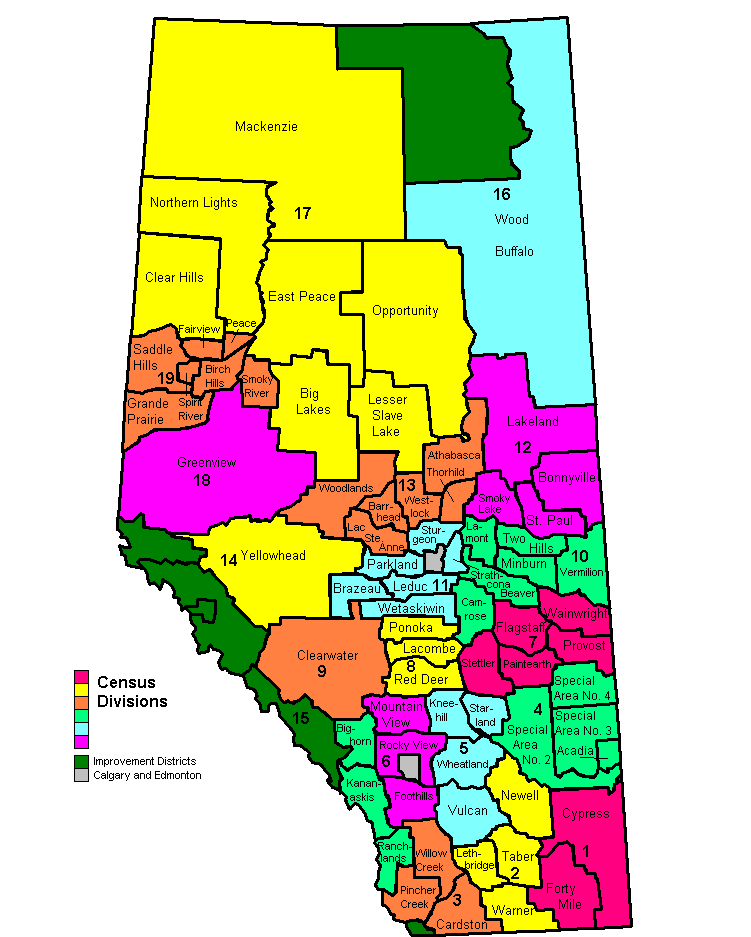
アルバータ州の国勢調査小区分及び地方自治体の地図

カナダ統計局の国勢調査区分に基づき、アルバータ州は19の国勢調査区分（Census Division）に分けられている。
| 番号 | 主要市町村                  | その他の主な地方自治体 | 地図         |
| ---- | --------------------------- | --- | ------------ |
| 1    | メディシンハット            | サイプレス郡 | Divisions 1  |
| 2    | レスブリッジ                | レスブリッジ郡、ニューウェル郡、ブルックス、テイバー郡 | Divisions 2  |
| 3    | フォート・マクラウド        | カードストン郡 | Divisions 3  |
| 4    | ハンナ                      | アーケイディア郡 | Divisions 4  |
| 5    | ドラムヘラー                | ニーヒル郡、スターランド郡、バルカン郡、ウィートランド郡 | Divisions 5  |
| 6    | カルガリー                  | エイドリー | Divisions 6  |
| 7    | ウェインライト ステットラー | フラッグスタッフ郡 | Divisions 7  |
| 8    | レッドディア                | ラコム郡、ポンカ郡、レッドディア郡 | Divisions 8  |
| 9    | ロッキーマウンテン・ハウス  | クリアウォーター郡 | Divisions 9  |
| 10   | カムローズ ロイドミンスター | ビーバー郡、カムローズ郡 | Divisions 10 |
| 11   | エドモントン                | ブラゾー郡、フォートサスカチュワン、ルダック、ルダック郡、パークランド郡、シャーウッドパーク、スプルース・グローブ、セント・アルバート、ストラスコーナ郡、スタージョン郡、 ウェタスキウィン | Divisions 11 |
| 12   | コールドレイク              | セント・ポール、ラック・ラ・ビッシュ郡、スモーキー・レイク郡 | Divisions 12 |
| 13   | アサバスカ                  | アサバスカ郡、ラック・サンタンヌ郡 | Divisions 13 |
| 14   | エドソン                    | イエローヘッド郡 | Divisions 14 |
| 15   | バンフ                      | ビッグホーン郡、クラウンズネスト・パス、ジャスパー、カナナスキス、キャンモア | Divisions 15 |
| 16   | フォートマクマレー          | ウッドバッファロー | Divisions 16 |
| 17   | スレイブ・レイク            | ビッグレイクス郡、クリアヒルズ郡、ノーザン・サンシャイン郡 | Divisions 17 |
| 18   | グランド・キャッシュ        | グリーンビュー郡 | Divisions 18 |
| 19   | グランド・プレーリー        | バーチヒルズ郡、フェアビュー郡 | Divisions 19 |